# Myotis yanbarensis
Myotis yanbarensis es una especie de murciélago de la familia Vespertilionidae.

## Distribución geográfica
Se encuentra solo en  el Japón.